# Дьявол в темноте
«Дьявол в темноте» (англ. «The Devil in the Dark») — двадцать пятый эпизод первого сезона американского научно-фантастического телесериала «Звёздный путь», впервые вышедший на телеканале NBC 9 марта 1967 года. По признанию Уильяма Шетнера, это его любимый эпизод «Оригинального сериала».
Этот эпизод знаменует первое появление броской фразы доктора Маккоя: «Я врач, а не…».

## Сюжет
В звёздную дату 3196.1 звездолёт Федерации Энтерпрайз под командованием Джеймса Тиберия Кирка прибывает на старую земную колонию на планете Янус VI, где люди добывают ценный минерал пергий. Корабль направляется на планету для расследования обстоятельств более чем 50 смертей. Тела находили обугленными, но если сказать точнее, то останки были в неизвестном коррозионном веществе, которое разъедает даже металлы. Кирк, старший офицер Спок и главный врач МакКой спускаются в колонию для расследования.
Там их встречает главный инженер Вандерберг, который рассказывает обстоятельства смертей. У него на столе люди замечают красивый сферический объект, но Вандерберг говорит, что это всего лишь безделушка, каких тысячи на нижних ярусах. Немного спустя ещё один колонист погибает от нападения неизвестного существа, которое в этот раз добралось к верхним уровням и украло циркуляционный насос, необходимый для жизнеобеспечения станции. Главный инженер Скотт спускается с «Энтерпрайза» и сооружает временный насос, который, по его словам, продержится не более 48 часов, после чего необходимо будет эвакуировать весь персонал станции на корабль. Спок делает смелое предположение, что существо нельзя обнаружить обычными методами поиска лишь потому, что эта форма жизни может отличаться от углеродной. Он делает предположение, что тот неизвестный науке вид основан на кремнии и способен передвигаться в твёрдых породах, как человек в воздухе. Однако доктор МакКой считает, что существование такой формы жизни невозможно.
Десант продолжает теоретизировать. Они считают, что мощность фазеров колонистов недостаточна, чтобы убить это существо. С корабля им доставляются более мощные фазеры 2-го типа, сила которых выставляется на полную мощность. Вскоре в одном из многочисленных туннелей Кирк и Спок встречают необычного вида существо, двигающееся в их направлении. Они стреляют из двух фазеров, но не убивают, а только ранят существо, скрывшееся затем в горной породе. Поразительно, но эта форма жизни действительно может проходить через камень, оставляя за собой туннели идеально гладкой формы. Спок настраивает трикодер на поиск кремниевой формы жизни и тот обнаруживает лишь одно существо в радиусе ста миль. По предположению первого офицера, это может означать, что данная особь является последней из своего рода и просто убить её было бы преступлением против науки. Кирк же, напротив, желает уничтожить того, кто убил полсотни человек. Насос Скотти не выдерживает нагрузки и выходит из строя, на станции начинается немедленная эвакуация, но некоторые люди всё равно остаются, чтобы найти украденный насос и убить существо. Спок и Кирк доходят до места, где туннель раздваивается, но по их подсчётам вскоре эти ответвления должны опять сойтись в одно помещение. Они разделяются.
Кирк находит десятки таких же шаров, какие он видел в кабинете Вандерберга. Вдруг появляется раненое существо и движется в сторону Кирка. Капитан не стреляет, а просто наводит на инопланетянина фазер, после чего существо останавливается. Кирк связывается со Споком и тот советует капитану немедленно атаковать. Кирк, видя на боку существа большую рану, не может просто так убить его. Вскоре и Спок приходит туда, он с помощью вулканской техники объединения разумов понимает, что инопланетянину нестерпимо больно, по сути тот находится в предсмертной агонии. Спок узнаёт, что существо зовётся Хорта. Так как объединение разумов — двусторонний процесс, то и Хорта получает некую информацию от вулканца. На камне она выжигает надпись «NO KILL I». Люди не могут понять, что имела в виду Хорта: «Не убивайте меня» или «Я не убью вас». Кирк вызывает МакКоя, говоря тому, что пациент ждёт врача. Прибывший доктор в ужасе отмечает, что он «врач, а не каменщик», но капитан приказывает ему попытаться хоть чем-то помочь Хорте. Спок ещё раз объединяет разум с Хортой и узнаёт, что раз в пятьдесят тысяч лет весь вид вымирает, но остаётся только одна особь, охраняющая яйца, а впоследствии становящаяся матерью вылупившимся малышам. Люди узнают, что Хорта начала убивать только потому, что колонисты массово уничтожали её яйца. Хорта понимает, что люди пытаются помочь и через Спока говорит, где находится насос.
В это время Вандерберг и шахтёры сдерживаемые до этого охранниками врываются в помещение и видят Хорту. Кирк останавливает готовых к убийству людей рассказывает им причину нападений и отдаёт насос. Капитан считает, что этот вид на самом деле умён и миролюбив. Люди могли бы не трогать маленьких хорт, а те будут проделывать многочисленные туннели, облегчая работу шахтёрам. Такая перспектива нравится Вандербергу и он соглашается с Кирком. Спок передаёт всё это Хорте и та соглашается. А доктор МакКой с гордостью сообщает, что использовал термобетон в роли бинта.
Когда корабль покидает орбиту, Вандерберг по радио сообщает, что из яиц уже начали вылупляться новые особи и уже обнаружено много новых залежей пергиума. Он говорит, что хорты не так уж и плохи, если привыкнуть к их внешности. Спок замечает, что Хорта была такого же мнения о гуманоидах.

## Создание
Роль Хорты исполнил каскадёр и акробат Янош Прохазка, который также спроектировал модель костюма. Ему пообещали арендовать костюм, если у него получится сделать что-то необычное. Джин Кун убедился в эффективности костюма после пробной демонстрации в студии.
В своих мемуарах Уильям Шетнер назвал этот эпизод самым любимым из всех в «Оригинальном сериале». Во время съёмок этой серии умер отец актёра, но Шетнер настоял на продолжении съёмок, он чувствовал поддержку съёмочной группы в трудные времена.
Этот эпизод также отмечает первое появление броской фразы доктора Маккоя: «Я доктор, а не…!» В данном случае строка звучит так: «Я доктор, а не каменщик!», сказал Маккой, когда Кирк приказывает ему исцелить Хорту.

## Отзывы
Зак Хэндлен из The A.V. Club дал эпизоду оценку «A», назвав его классическим. Он также отметил хорошо прописанные характеры Кирка, Спока и МакКоя.
В 2016 году The Hollywood Reporter поставил эпизод на 27-е место среди лучших телевизионных эпизодов всех телевизионных франшиз «Звёздный путь», включая живые выступления и мультсериалы, но не считая фильмы.